# Fjuckby
Fjuckby är en ort i Ärentuna socken i Uppsala kommun, belägen norr om Uppsala.
1990 avgränsade SCB en småort med beteckningen Fjuckby längs med länsväg C 698. 2005 avgränsades en ny småort öster om den första utmed länsväg C 698. Denna fick beteckningen Oppgården och Fjuckby. Den förstnämnda småorten fick då istället beteckningen Fjuckby västra. Strax söder om den östra bebyggelsen ligger sedan ytterligare en bebyggelse som avgränsats till en småort namnsatt till Grimsta och Lundvreten.
Här finns en ovanlig runsten bevarad. Länsvägarna C 698 (Ärentuna-Björklingevägen) samt C 699 (Storvretavägen) möts i västra delen av Fjuckby.

## Historia
Fjuckby omtalas första gången 1316. På 1500-talet bestod byn av tre mantal skatte- och ett mantal kyrkojord, som senare övergick till skattejord. Till byn hörde utjordar i Skällsta, Nyby och Solvallen. Fjuckby har Ärentunas näst största gravält (RAÄ 169), där det idag finns 115 synliga gravar.
I Fjuckby finns även en runsten, U 1016, som omtalar en greklandsfarare. Runstensfragmentet U 1017 härrör även det från Fjuckby, men har i modern tid flyttats till Ärentuna kyrkogård.
På Fjuckbys skog finns även en fornborg, bestående av en stenmur av omkring 20 meters diameter.
Fjuckby är även rikt på fynd från bronsålder. Ett flertal skärvstenshögar finns på ägorna. På 1930-talet undersöktes en skärvstenshög med intilliggande boplatsområde, fynden bestod främst av lerklining, en bronsmål och bronsålderskeramik. På 1960-talet undersöktes två skärvstenshögar i samband med en tomtavstyckning i Fjuckby. Redan 1862 påträffades en bronsspjutspets vid torpet Solvallen i Fjuckby.

## Ortnamnet
Den äldsta hänvisningen till ortnamnet lyder "in Fiukaby" och härstammar från år 1316. (Svenskt diplomatarium 3 s. 268). Första delen av namnets nutida lydelse, fjuck hör samman med det fornsvenska verbet fjuka = fara hastigt i luften, fyka, häftigt blåsa omkring, yra (särskilt om snö). Ordet fjuk förekommer i ortnamn på flera håll och betecknar ofta blåsiga platser, bland annat klippön Fjuk i Vättern.
15 ortsbor i Fjuckby, med Katriina Flensburg som talesperson, hade tröttnat på ständiga skämt om den uppländska byns namn begärde i slutet av 2006 hos Lantmäteriet att få byta till det gamla namnet Fjukeby i stället. Institutet för språk och folkminnen (SOFI) har under februari 2007 beslutat att inte tillstyrka namnbytet i sitt remissvar eftersom stödet hos lokala namnbrukare är för lågt. I vissa nyhetsmedia har detta felaktigt framställts så att SOFI fattat det slutliga beslutet i frågan. Det är dock inte SOFI som är beslutsfattande myndighet i ortnamnsfrågor. Det slutgiltiga beslutet fattas av Lantmäteriverket och i december 2007 beslöt man där att säga nej till namnbyte.
I skrivelsen klagar fjuckbyborna på att namnet väcker "löje, retsamhet och munterhet hos allmänheten" och leder till tvetydiga associationer "gällande vissa könsrelaterade aktiviteter såväl människor som djur emellan". Själva känner de "leda, pinsamhet och betingad skam" och vill inte gärna skriva ut adressorten när de skriver till utlandet.